# BMW M52
Der BMW M52 ist ein Reihensechszylinder-Ottomotor des Automobilherstellers BMW und wurde im September 1994 als Nachfolger des M50-Motors vorgestellt. Er kam erstmals im BMW E36 als 320i/323i/328i zum Einsatz.
Vom M50TU wurden Zylinderabstand und -bohrung sowie das Nockenwellen-Verstellsystem VANOS der Einlassnockenwelle und die zylinderselektive Klopfregelung übernommen sowie Kurbelwellenlagerdeckel und Schwingungsdämpfer. Bei den 2,0- und 2,5-Liter-Varianten des M52 wurden auch die Kurbelwellen vom Vorgänger übernommen.

## Innovativer Leichtbau
Die gravierendste Änderung im Vergleich mit dem Vorgängertriebwerk BMW M50 betraf den Motorblock: Während dieser beim M50 aus Grauguss bestand, wurde er jetzt in einer Closed-Deck-Ausführung im Niederdruck-Kokillenguss hergestellt, wobei sowohl für den Motorblock als auch für den Zylinderkopf die Aluminiumlegierung AlSi9Cu3 gewählt wurde. Der Motorblock wurde so um 22,7 kg erleichtert (zum Vergleich: das Kurbelgehäusegewicht des BMW M50 betrug 48 kg). Das Kurbelgehäuse besitzt lediglich die Öffnung für Zylinder, Öl- und Wasserkanäle. Die Gehäusehöhe und die Position der Befestigungsaugen für die Anbauteile sind identisch mit dem Grauguss-Vorgänger.
Das Motorgewicht des BMW-M52-Triebwerks betrug gemäß DIN 70020-A je nach Ausführung 158 kg (2,0 l und 2,5 l) bzw. 163 kg (2,8 l). Erreicht wurde dies durch eine Reihe von Leichtbaumaßnahmen: Die Pleuel wurden um 80 Gramm pro Stück erleichtert, Federteller und Tassenstößel speckten ebenfalls ab, der Kettenspanner wurde um 60 % erleichtert, bis hin zum Edelstahlkrümmer, der das knapp doppelt so schwere Graugussteil ersetzte. Insgesamt sparte der 2,8-l-M52-Motor so 31 kg gegenüber dem 2,5-l-M50 ein.

### Gewichtsreduzierung am Beispiel des 2,0-l-Motors im Vergleich zum BMW M50
| Bauteil                       | Gewichtsreduzierung in kg | Gewichtsreduzierung in % |
| ----------------------------- | ------------------------- | ------------------------ |
| Kurbelgehäuse                 | 22,7                      | 47                       |
| Ventiltrieb                   | 0,7                       | 23                       |
| Lagerleisten Ein- und Auslass | 0,5                       | 14                       |
| Pleuel (6 ×)                  | 0,5                       | 13                       |
| Kettenspanner/Spannschiene    | 0,3                       | 59                       |
| Abgaskrümmer                  | 3,8                       | 42                       |
| Zündspulen (6 ×)              | 0,7                       | 26                       |
| Kabelbaum/Batterieleitung     | 1,4                       | 16                       |

Der Wechsel des Kurbelgehäusewerkstoffs von perlitischem Grauguss zu einer Aluminiumlegierung brachte zwar einen Gewichtsvorteil, jedoch musste den Nachteilen der Aluminiumlegierung (geringere Festigkeit, geringerer E-Modul und damit geringere Steifigkeit sowie ungünstigere tribologische Eigenschaften) durch konstruktive Maßnahmen begegnet werden. So wurde die Steifigkeit des Kurbelgehäuses durch Erhöhung der Wandstärken und durch Verrippungen konstruktiv erhöht und die Zylinderlaufflächen des Kurbelgehäuses erhielten eine verschleißmindernde Nikasil-Beschichtung. Diese Beschichtung aus Nickel, Karbid und Silizium wird in einem elektrochemischen Verfahren auf die Zylinderlaufbahnen aufgebracht. Hierbei bildet eine spezielle Nickellegierung das Trägermaterial, in welches die Siliziumkarbidteilchen eingebettet sind. Im Ergebnis erhält man eine harte und verschleißfeste Oberfläche. Nachteilig ist die große Empfindlichkeit des Nickels (und seiner Legierungen) gegenüber schwefelhaltigen Gasen, d. h. die Nickelsulfidbildung an den Korngrenzen führt zu Kalt- und Rotbrüchigkeit des Nickels. Für den Betrieb nikasilbeschichteter Motoren wird daher die Verwendung von (heutzutage in Europa durch Entschwefelung üblichem) schwefelfreiem Kraftstoff und schwefelarmem Motorenöl empfohlen.
Unter anderem als Folge der dem schwefelhaltigen Kraftstoff geschuldeten Verschleißproblematik der Zylinderlaufflächen gab es im Produktionszeitraum des M52 drei Kurbelgehäuse-Varianten:
- Das Kurbelgehäuse mit der nickeldispersionsbeschichteten Aluminiumlegierung hat die BMW-Teilenummer 11 11 1 744 658 und trägt die Gussnummer 1748450.0, wobei die Teilenummer 11 11 1 744 658 zunächst ersetzt wurde durch 11 11 1 069 745 und anschließend durch 11 11 1 438 594
- Das Kurbelgehäuse aus der Aluminiumlegierung mit Zylinderlaufbuchsen aus Grauguss hat die BMW-Teilenummer 11 11 1 438 594 und trägt die Gussnummer 1432219.9 (diese Kurbelgehäuse waren insbesondere vorgesehen für den angelsächsischen Markt als Reaktion auf die dort auftretende Problematik mit M52-Motoren, die zwischen Januar 1995 und März 1998 gebaut wurden)[3]
- Das Kurbelgehäuse aus Grauguss (Sondermotor) hat die BMW-Teilenummer 11 11 1 433 067

## Sportmotor BMW S52
Grundsätzlich auf dem M52 aufbauend, jedoch mit Graugussblock, wurde der Sportmotor S52B32/US als Nachfolger für den BMW S50B30/US entwickelt. Der BMW S52B32/US hatte (im Gegensatz zu den europäischen BMW-Sportmotoren) keine Einzeldrosselklappeneinspritzung und keine weitergehenden Optimierungen sowie lediglich eine Einlass-VANOS. Er wurde ausschließlich in den US-Versionen des BMW E36 M3, des BMW E36/7 M Roadster und BMW E36/8 M Coupe eingesetzt. Er diente auch als Grundlage (Block) für den Alpina B3.3 sowie B3.4 auf Basis des BMW E46.

## Technische Überarbeitung

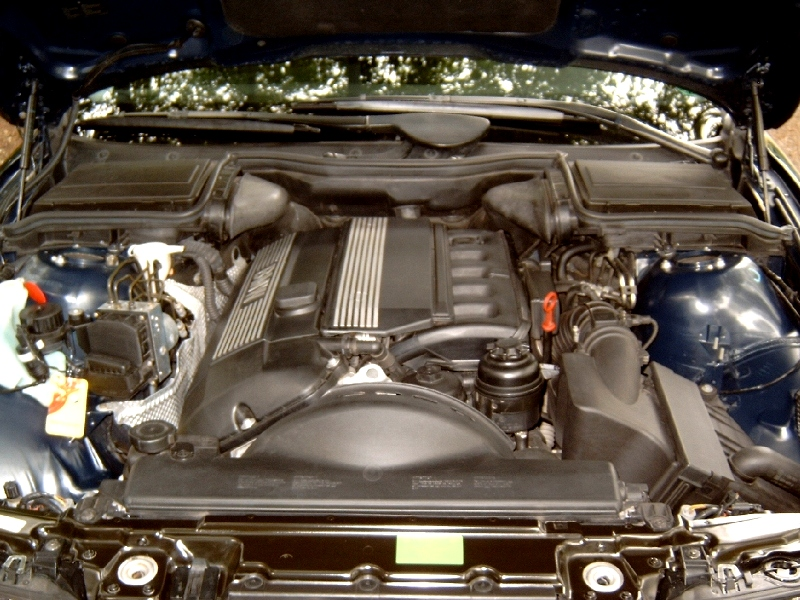
BMW M52B20TU mit stufenloser Doppel-VANOS

Zur Markteinführung des BMW E46 (im Februar 1998) wurde der M52 technisch überarbeitet (TÜ = Technisch Überarbeitet). Diese Motoren verfügten unter anderem über Doppel-Vanos (außer im E36 Compact von 2/1999–2000, dort wurde die Einfach-Vanos beibehalten) und zusätzliche Katalysatoren in den Abgaskrümmern, um die Euro 3 Norm zu erreichen. Ab September 1998 wurde die technisch überarbeitete Version auch im BMW E39 verbaut. Die Motoren wurden durch den BMW M54 ersetzt. Aus konstruktiver Sicht hat der M52TÜ Motor mehr Ähnlichkeiten zum Nachfolgemodell M54, als zum Ursprungstriebwerk der Baureihe M52.

## Daten
| Motor     | Hubraum          | Bohrung × Hub     | Ventile/Zyl. | Verdichtung | Leistung bei 1/min       | Drehmoment bei 1/min | Höchstdrehzahl | Einführungsjahr |
| --------- | ---------------- | ----------------- | ------------ | ----------- | ------------------------ | -------------------- | -------------- | --------------- |
| M52B20    | 2,0 l (1990 cm3) | 80,0 mm × 66,0 mm | 24 / 6       | 11,0:1      | 110 kW (150 PS) bei 5900 | 190 Nm bei 4200      | 6500 min−1     | 09/1994         |
| M52B20TU  | 2,0 l (1990 cm3) | 80,0 mm × 66,0 mm | 24 / 6       | 11,0:1      | 110 kW (150 PS) bei 5900 | 190 Nm bei 3500      | 6500 min−1     | 12/1997         |
| M52B25    | 2,5 l (2494 cm3) | 84,0 mm × 75,0 mm | 24 / 6       | 10,5:1      | 125 kW (170 PS) bei 5500 | 245 Nm bei 3950      | 6500 min−1     | 05/1995         |
| M52B25TU  | 2,5 l (2494 cm3) | 84,0 mm × 75,0 mm | 24 / 6       | 10,5:1      | 125 kW (170 PS) bei 5500 | 245 Nm bei 3500      | 6500 min−1     | 03/1998         |
| M52B28    | 2,8 l (2793 cm3) | 84,0 mm × 84,0 mm | 24 / 6       | 10,2:1      | 142 kW (193 PS) bei 5300 | 280 Nm bei 3950      | 6500 min−1     | 01/1995         |
| M52B28TU  | 2,8 l (2793 cm3) | 84,0 mm × 84,0 mm | 24 / 6       | 10,2:1      | 142 kW (193 PS) bei 5500 | 280 Nm bei 3500      | 6500 min−1     | 03/1998         |
| S52B32/US | 3,2 l (3152 cm3) | 86,4 mm × 89,6 mm | 24 / 6       | 10,5:1      | 179 kW (243 PS) bei 6000 | 320 Nm bei 3800      | 6500 min−1     | 1996            |

M52 steht jeweils für den Grundmotor, B20/B25/B28 bezeichnet die Kraftstoffart (B = Benzin) und den Hubraum (z. B. 25 = 2,5 Liter / 28 = 2,8 Liter) und "TU" kennzeichnet die technisch überarbeiteten Motoren.

## Daten Ventilsteuerung
| Motor  | Hubraum          | Motorsteuerung | Ventilhub E/A in mm | Öffnungswinkel °KW E/A | VANOS | Spreizung Einlass °KW | Spreizung Auslass °KW |
| ------ | ---------------- | -------------- | ------------------- | ---------------------- | ----- | --------------------- | --------------------- |
| M52B20 | 2,0 l (1990 cm3) | MS41.0         | 9,0/9,0             | 228°/228°              | E 1   | 85° bis 110°          | ‑105°                 |
| M52B25 | 2,5 l (2494 cm3) | MS41.0         | 9,0/9,0             | 228°/228°              | E 1   | 85° bis 110°          | ‑105°                 |
| M52B28 | 2,8 l (2793 cm3) | MS41.0         | 9,0/9,0             | 228°/228°              | E 1   | 90° bis 115°          | ‑105°                 |

## Verwendung
M52B20
- 1994–1999 im BMW E36 als 320i
- 1996–1999 im BMW E39 als 520i

M52B20TU
- 1998–2001 im BMW E46 als 320i/320Ci
- 1998–2001 im BMW E39 als 520i
- 1998–2001 im BMW Z3 als Z3 2.0i

M52B25
- 1994–1999 im BMW E36 als 323i
- 1997–01/1999 im BMW E36 als 323ti
- 1995–1998 im BMW E39 als 523i

M52B25TU
- 02/1999–2000 im BMW E36 als 323ti (mit Einlass-Vanos)
- 1998–2000 im BMW E46 als 323i/323Ci
- 1998–2000 im BMW E39 als 523i
- 1998–1999 im BMW E36/7 als Z3 2.3 (US)

M52B28
- 1994–1999 im BMW E36 als 328i
- 1995–1998 im BMW E39 als 528i
- 1996–1998 im BMW E38 als 728i/728iL
- 1997–1999 im BMW Z3 als Z3 2.8
- 04/1997–07/2000 im Land Rover Defender (nur Südafrika) als Defender 90, 110 und 130

M52B28TU
- 1998–2000 im BMW E46 als 328i/328Ci
- 1998–2000 im BMW E39 als 528i
- 1998–2001 im BMW E38 als 728i/728iL
- 1998–2001 im BMW E36/7 als Z3 2.8i Roadster
- 1998–2000 im BMW E36/8 als Z3 2.8i Coupé

S52B32/US
- 1996–1999 im BMW E36 als M3 (US)
- 1998–2000 im BMW E36/7 als M Roadster (US)
- 1998–2000 im BMW E36/8 als M Coupe (US)